# 東月寒通
東月寒通（ひがしつきさむどおり）は、北海道札幌市豊平区月寒東1条18丁目の国道36号線交点から、月寒東5条18丁目の東北通交点に至る道路。

## 概要
- 札幌市認定路線
  - 豊平区月寒東1条18丁目から月寒東5条18丁目（路線名：東月寒2号線）

## 地理
- 向ヶ丘通とほぼ平行に伸び、国道36号と東北通をつなぐ道路である。
- 開発当初一帯は、牧場と農耕地で白樺が生い茂る丘陵地域であった。道路整地の際、沿道に白樺並木が整備されたため、別名「しらかば通」とも呼ばれる。

## 交差する道路
- 国道36号（月寒通）
- 北野通
- 東北通

## 河川
- ラウネナイ川

## 周辺

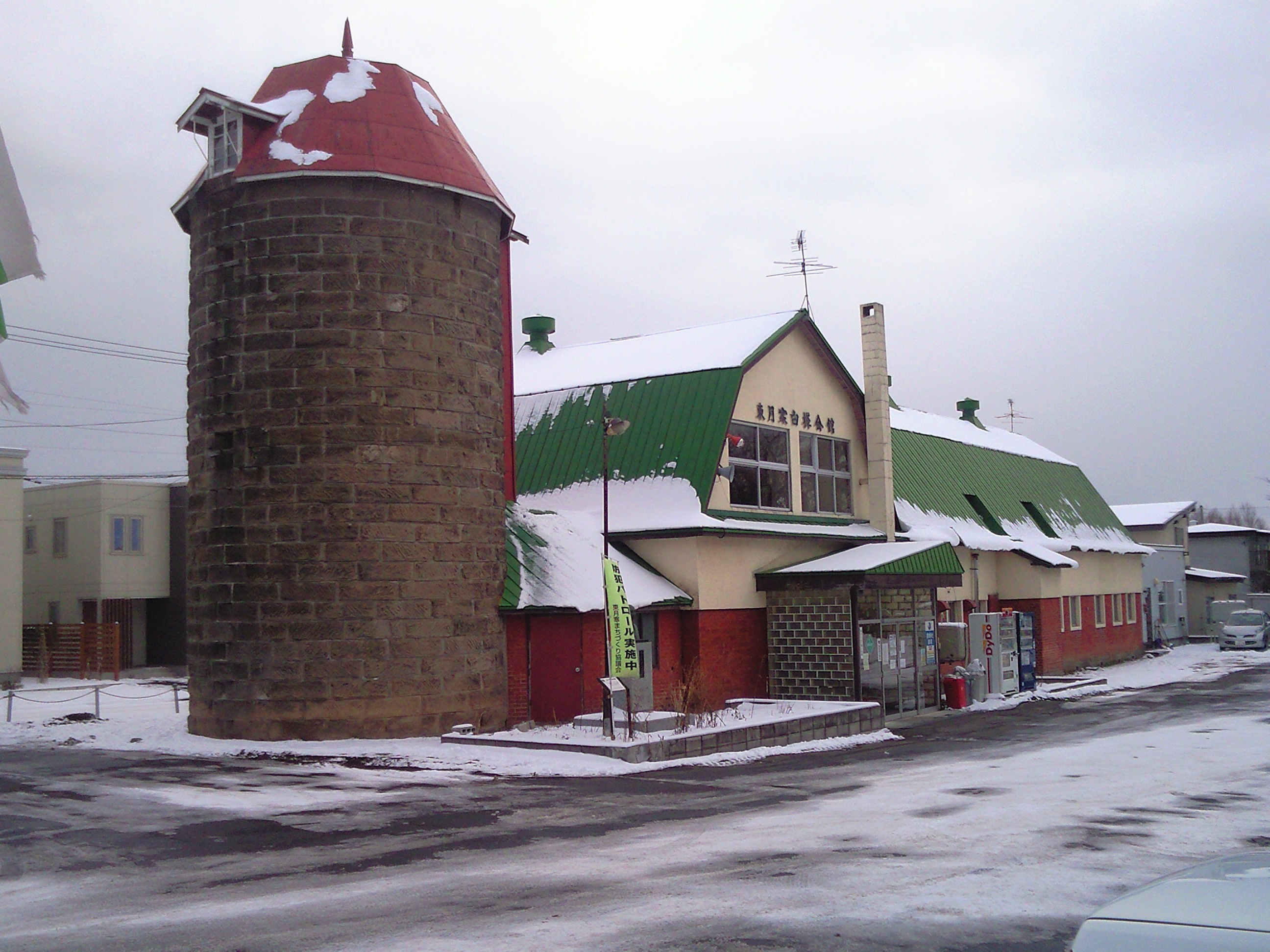
旧黒澤牧場のサイロ（現東月寒白樺会館）

36号線交点付近
- 札幌ドーム

月寒東1条17・18丁目
- セブンイレブン札幌月寒東1条店
- タイヤ館札幌ドーム前店
- 東芝テクノシステム・東芝テクノネットワーク
- 日糧製パン月寒工場

月寒東2条17・18丁目
- 札幌しらかば台病院
- Joy東月寒店
- 札幌若菜幼稚園
- ジェイコム札幌
- 産業技術総合研究所北海道センター

月寒東3条17・18丁目
- ナニコレ貿易北野通り店
- 廻転ずし とっぴ〜北野通店
- 豊平警察署東月寒交番
- 東月寒まちづくりセンター
- ビックリッキー月寒店
- 東月寒地区センター
- 札幌市立東月寒中学校
- ローソン札幌月寒東店

月寒東4条17・18丁目
- 札幌市立しらかば台小学校
- 東月寒緑地

白樺の野生群生林の保護域で、白樺の永久保存林がある。
- 東月寒白樺会館

会館は、当時この地で酪農業を経営していた、雪印の創業者黒澤酉蔵の実弟、黒澤和雄の牧舎とサイロである。牧場移転の際に、町内会に寄贈。その後、改築され現在の会館になった。
月寒東5条17・18丁目
- 札幌白樺郵便局
- 東月寒公園

東北通交点付近
- 札幌協全医院
- 徳洲苑しろいし（旧札幌徳洲会病院）

病院は大谷地に移転。同施設は徳洲会グループの老人ホーム。
- 生活協同組合コープさっぽろルーシー店

## 交通機関
- 北海道中央バス
  - 真105 真駒内線